# Heritage Singers
Heritage Singers este un grup vocal de muzică religioasă înființat în 1971 în Statele Unite ale Americii, la Portland, Oregon.
Formația, compusă din membri ai Bisericii Adventiste de Ziua a Șaptea, a susținut turnee în toate statele din S.U.A. și în mai mult de 60 de țări străine. A înregistrat peste 100 de albume de muzică religioasă și a primit numeroase premii pentru realizările deosebite din industria muzicii gospel americane: “Albumul Anului”, “Cel mai bun album pentru copii”, “Grupul Vocal al Anului”,”Cel mai bun show de varietăți televizat”, “Cel mai bun video muzical”. 
Ca o confirmare a minunatei lor lucrări, Heritage Singers au cântat la investirea președintelui Ronald Reagan. 
În România, în timpul regimului comunist, muzica lor ascultată clandestin aducea în casele noastre mesajul speranței, al libertății și democrației. După Revoluția Română din 1989, Heritage Singers, compusă din 8 soliști și 4 instrumentiști, a concertat în România la Arad, în 19 iulie 2008, Târgu Mureș, 20 iulie și la București, pe data de 26 iulie 2008, la Arenele Romane.

## Discografie

### Albume de studio
| Titlu                                           | Detalii |
| ----------------------------------------------- | --- |
| 15 Year Anniversary                             | - Lansat: 1986                                                                                                |
| 5-Year Souvenir Album                           | - Lansat: 1975                                                                                                |
| A Cappella                                      | - Lansat: 1994                                                                                                |
| A New Day                                       | - Lansat: 2006                                                                                                |
| A Quiet Place                                   | - Lansat: 2007 - Instrumental version of A New Day except for some background vocals                          |
| A Touch of Country                              | - Lansat: 1982                                                                                                |
| All Are Precious in His Sight                   | - Lansat: 1997                                                                                                |
| Be Free                                         | - Lansat: 2009                                                                                                |
| Because of Love                                 | - Lansat: 2002                                                                                                |
| Best of 10 Years                                | - Lansat: 1981                                                                                                |
| Christmas with the Heritage Singers             | - Lansat: 1975                                                                                                |
| Come Along with the Heritage Singers            | - Lansat: 1971                                                                                                |
| Commissioned                                    | - Lansat: 1990                                                                                                |
| Faith to the People                             | - Lansat: 1973 - Souvenir album for sponsors of Faith For Today (TV ministry)                                 |
| Father of All                                   | - Lansat: 1992                                                                                                |
| Forgiven                                        | - Lansat: 2008                                                                                                |
| From the Heart                                  | - Lansat: 1984                                                                                                |
| God's Wonderful People                          | - Lansat: 1975                                                                                                |
| Gospel Train                                    | - Lansat: 1988                                                                                                |
| Happy Side of Life                              | - Lansat: 1972                                                                                                |
| He Is Our Peace                                 | - Lansat: 1997                                                                                                |
| He Still Speaks                                 | - Lansat: 2000 ? (no release date marked on CD, but liner notes list one song as recorded in March 2000)      |
| Heaven Is for Kids                              | - Lansat: 1978                                                                                                |
| Heritage Classics (Volume I)                    | - Lansat: ? - Triple album - With songs from albums by Duane Hamilton, Heritage Singers II, New Creation      |
| Heritage Classics Volume II                     | - Lansat: ?                                                                                                   |
| Heritage Classics Volume III                    | - Lansat: ?                                                                                                   |
| Heritage Classics Volume IV                     | - Lansat: ?                                                                                                   |
| Heritage Classics Volume V                      | - Lansat: ?                                                                                                   |
| Heritage Classics Volume VI                     | - Lansat: ?                                                                                                   |
| Heritage Classics Volume VII                    | - Lansat: ?                                                                                                   |
| Heritage Classics Volume VIII                   | - Lansat: ?                                                                                                   |
| Heritage Classics Volume IX                     | - Lansat: ?                                                                                                   |
| Heritage Classics Volume X                      | - Lansat: ? - Triple album                                                                                    |
| Heritage Country                                | - Lansat: 1998                                                                                                |
| Hymns of Gold                                   | - Lansat: 2002                                                                                                |
| Hymns We Remember                               | - Lansat: 1971                                                                                                |
| I Am Willing, Lord                              | - Lansat: 1977                                                                                                |
| I Just Came to Talk with You Lord               | - Lansat: 1973                                                                                                |
| I Love Him Too Much (to Fail Him Now)           | - Lansat: 1975                                                                                                |
| Jesus Is the Lighthouse                         | - Lansat: 1974                                                                                                |
| Just a Little More Time                         | - Lansat: 1982                                                                                                |
| Let's Just Praise the Lord                      | - Lansat: 1973                                                                                                |
| No Compromise                                   | - Lansat: 1988                                                                                                |
| No Greater Love                                 | - Lansat: 2007                                                                                                |
| Peacespeaker                                    | - Lansat: 1994                                                                                                |
| People's Choice                                 | - Lansat: 2010 - Triple CD                                                                                    |
| Reflections of Christmas                        | - Lansat: ?                                                                                                   |
| Renew Me                                        | - Lansat: 2005                                                                                                |
| Restored                                        | - Lansat: 2012                                                                                                |
| Right Now                                       | - Lansat: 1986                                                                                                |
| Rise Again                                      | - Lansat: 1979                                                                                                |
| Saved by Grace                                  | - Lansat: 2004                                                                                                |
| Silver Anniversary Collection Vol. 1            | - Lansat: 1996 - Digitally remastered versions of Hymns We Remember and Come Along with the Heritage Singers  |
| Silver Anniversary Collection Vol. 2            | - Lansat: 1996 - Digitally remastered versions of The King Is Coming and I Just Came to Talk to You Lord      |
| Silver Anniversary Collection Vol. 3            | - Lansat: 1996 - Digitally remastered versions of Happy Side of Life and Thanks to Calvary                    |
| Silver Anniversary Collection Vol. 4            | - Lansat: 1996 - Digitally remastered versions of Sing-A-Long and Talking About the Love of God               |
| Silver Anniversary Collection Vol. 5            | - Lansat: 1996 - Digitally remastered versions of We've Come This Far by Faith and Let's Just Praise the Lord |
| Silver Anniversary Collection Vol. 6            | - Lansat: 1996 - Digitally remastered versions of Jesus Is the Lighthouse and God's Wonderful People          |
| Silver Anniversary Collection Vol. 7            | - Lansat: 1996 - Digitally remastered versions of What More Could He Do and Thinking Back                     |
| Silver Anniversary Collection Vol. 8            | - Lansat: 1996 - Digitally remastered versions of Someone Is Praying for You and I Am Willing, Lord           |
| Silver Anniversary Collection Vol. 9            | - Lansat: 1996 - Digitally remastered versions of We're Just People and Just a Little More Time               |
| Silver Anniversary Collection Vol. 10           | - Lansat: 1996 - Digitally remastered versions of From the Heart and Right Now                                |
| Sing-A-Long                                     | - Lansat: 1972                                                                                                |
| Someone Cares                                   | - Lansat: 2001                                                                                                |
| Someone Is Praying for You                      | - Lansat: 1979                                                                                                |
| Songs You Remember Vol. I                       | - Lansat: 1991                                                                                                |
| Songs You Remember Vol. II                      | - Lansat: ?                                                                                                   |
| Songs You Remember Vol. III                     | - Lansat: ?                                                                                                   |
| Songs You Remember Vol. IV                      | - Lansat: ?                                                                                                   |
| Spirit of Praise                                | - Lansat: 1983                                                                                                |
| Step Into the Sunshine (with The Sunshine Kids) | - Lansat: 1973                                                                                                |
| Talking About the Love of God                   | - Lansat: 1972                                                                                                |
| Thanks to Calvary                               | - Lansat: 1972                                                                                                |
| The King Is Coming                              | - Lansat: 1972                                                                                                |
| Thinking Back: 100 Year Old Gospel Favorites    | - Lansat: 1976                                                                                                |
| Timeless Heirlooms                              | - Lansat: 2006                                                                                                |
| Timeless Heirlooms II                           | - Lansat: 2008                                                                                                |
| We Wish You a Merry Christmas                   | - Lansat: ?                                                                                                   |
| We're Just People                               | - Lansat: 1981                                                                                                |
| We've Come this Far by Faith                    | - Lansat: 1973                                                                                                |
| What Is This?                                   | - Lansat: 1989                                                                                                |
| What More Could He Do                           | - Lansat: 1976                                                                                                |
| You Are Holy                                    | - Lansat: 1999                                                                                                |
| You Are My Song                                 | - Lansat: 1995                                                                                                |

### Live albums
| Title                   | Details |
| ----------------------- | --- |
| God Bless America Again | - Lansat: 1981 - Recorded at inauguration party for Ronald Reagan - Limited edition of 5,000 signed, numbered copies in red vinyl |
| More Than Singing       | - Lansat: 1973 - "I Just Came to Talk with You Lord" tour                                                                         |
| Reunion                 | - Lansat: 1979 - Double album - Includes songs from "Rise Again" and "Someone Is Praying for You"                                 |

### Videoclipuri
| Titlu                                 | Detalii        |
| ------------------------------------- | -------------- |
| 30th Anniversary Live Concert         | - Lansat: 2001 |
| An Evening at the Crystal Cathedral   | - Lansat: 2006 |
| Because of Love: The Session          | - Lansat: ?    |
| From Tahiti with Love                 | - Lansat: 1987 |
| Heritage Live, In Concert From Prague | - Lansat: 2010 |
| Simply Heritage: A Musical Journey    | - Lansat: 2004 |
| Through the Years Vol. 1              | - Lansat: 2005 |
| Through the Years Vol. 2              | - Lansat: 2008 |